# Макглинн, Джейд
Джейд Селена Макглинн (англ. Jade Selena McGlynn) — британская исследовательница, преподаватель, лингвист, историк и писательница, специализирующаяся на современной Восточной Европе, в частности, России при Владимире Путине. Работая научным сотрудником на кафедре военных исследований Королевского колледжа Лондона, с 2014 года она сосредоточила свою работу на российско-украинской войне, а также на формировании идентичности, политике памяти, пропаганде и отношениях между государством и обществом в Российской Федерации. Макглинн также работает на факультете средневековых и современных языков Оксфордского университета.

## Юные годы и образование
МакГлинн изучала русский и испанский языки в Оксфордском университете, получив там степень бакалавра искусств, а затем в 2017 году завершила обучение по программе магистра искусств в области русистики в Бирмингемском университете. В 2010-х годах Макглинн в течение четырёх лет жила и работала в российских городах: Москве, Санкт-Петербурге, Воронеже, Пскове и Сочи, а также много путешествовала по России и другим постсоветским государствам. С 2018 по 2020 год Макглинн изучала русский язык в Оксфордском университете, изучая политизацию и секьюритизацию истории российским правительством и СМИ во время третьего президентского срока Владимира Путина (2012–2018).

## Карьера
Макглинн получила степень доктора философии в Оксфорде за диссертацию «Возрождение прошлого. Как российское правительство и СМИ используют историю для создания настоящего» (2020). Она проанализировала, что с момента возвращения Путина на пост президента в 2012 году Кремль поставил «Великую Отечественную войну» — термин, используемый в отношении борьбы Советского Союза (России) с нацизмом в 1941–1945 годах (удобно исключив из рассмотрения пакт Молотова-Риббентропа 1939 года с нацистской Германией) — в центр российской идентичности и политики, тем самым утверждая, что Российская Федерация имела право доминировать на всех землях, оккупированных или фактически контролируемых Красной армией в конце Второй мировой войны:{{{1}}}. В то время как Путин в январе 2018 года сравнил русофобию с антисемитизмом, Макглинн считала, что смешение современной русофобии и нацистского антисемитизма является частью пропагандистской стратегии, которая использует историческое оформление для создания лестного повествования о том, что русско-украинская война является повторением Великой Отечественной войны.
С момента начала полномасштабного вторжения России в Украину в феврале 2022 года Макглинн часто публиковала статьи в англоязычных международных СМИ, включая BBC, CNN, Deutsche Welle, Foreign Policy, The Times, The Telegraph и The Spectator. Майкл С. Нейберг в своей статье для The Washington Post похвалил монографии Макглинн «Война в России» (2023) и «Творцы памяти: политика прошлого в путинской России» (2023) за то, что они способны объяснить причины российского вторжения в Украину в 2022 году, которое многим «на Западе… показалось бессмысленным». Вместо этого она заявила, что война, которая в настоящее время превратилась в такую катастрофу для российского общества, может быть понята только на основе того, как российское правительство и контролируемые государством СМИ искажали взгляды на прошлое; они включали ошибочные представления, такие как то, что Украина всегда была естественной частью России, которая была предназначена для восстановления в качестве великой державы, какой она когда-то была, и что российские солдаты были вовлечены в «героическую» борьбу против «загнивающего Запада», а не в военные преступления против тех самых украинцев, которых они считали своими «русскими братьями».
В The Times Марк Беннетс писал, что война в России продемонстрировала, что большинство простых россиян не были в восторге от войны, но чувствовали, что ничего не могут с этим поделать, и поэтому были склонны следовать кремлёвской пропаганде, поскольку она предоставляла простым людям удобную ложь в сложных обстоятельствах. Политолог Лео Горетти добавил, что «Творцы памяти» утверждают, будто жертвой стало само российское руководство. Со временем историческая правда Кремля приобрела такую эмоциональную и обрамляющую силу, что в конце концов, по словам автора, «Путин и его окружение начали верить в собственную ложь». По словам Горетти, книга Макглинн «Творцы памяти» стала «крайне необходимым чтением для учёных, которые хотят глубже изучить дискурс, лежащий в основе агрессивной войны России против Украины, а также политическое использование истории в современном мире в целом». Хотя в ней и не было перекрёстного допроса того, «как профессиональные и академические историки отреагировали на превращение истории в оружие Кремля», Горетти назвал её работу «тщательным и кропотливым анализом», включающим «тысячи газетных статей о российско-украинском конфликте весной 2014 года». В апреле 2024 года в New Left Review Джой Ноймайер заявила, что в описании фильма «Брат» 1997 года Макглинн совершила плагиат собственной работы Ноймайер.

## Избранные произведения

### Монографии
- McGlynn, Jade Selena (2017). Rewriting the past: how the Russian government and media framed the Ukraine crisis through the great patriotic war (Research Master of Arts thesis). University of Birmingham. Дата обращения: 4 октября 2023.
- McGlynn, Jade (2020). Reliving the Past. How the Russian Government and Media Use History to Frame the Present (PhD thesis). University of Oxford. Дата обращения: 3 октября 2023. pp. 360. (диссертация).
- Jade McGlynn, Memory Makers: The Politics of the Past in Putin's Russia (2023). xii, 234 p. London, New York, Oxford: Bloomsbury Academic. ISBN 978-1-350-28076-2.
- Jade McGlynn, Russia's War (2023). 264 p. Cambridge, Hoboken: Polity Press. ISBN 9781509556779.

### Статьи в журналах
- McGlynn, Jade (27 сентября 2018). Historical framing of the Ukraine Crisis through the Great Patriotic War: Performativity, cultural consciousness and shared remembering. Memory Studies[англ.]. 13 (6). Sage Publishing: 1058–1080. doi:10.1177/1750698018800740. S2CID 149964916.
- McGlynn, Jade (29 октября 2020). United by History: Government Appropriation of Everyday Nationalism During Vladimir Putin's Third Term. Nationalities Papers[англ.]. 48 (6). Cambridge University Press: 1069–1085. doi:10.1017/nps.2020.20. S2CID 228974820.
- McGlynn, Jade; Đureinović, Jelena (5 марта 2022). The alliance of victory: Russo-Serbian memory diplomacy. Memory Studies. 16 (2). Sage Publishing: 227–242. doi:10.1177/17506980211073108. S2CID 247248278.